# NGC 2626
NGC 2626 ist ein Emissionsnebel und Reflexionsnebel im Sternbild Segel des Schiffs. Das Objekt wurde am 2. Januar 1835 von John Herschel entdeckt.